# Gracieuse

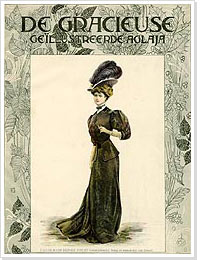
De Gracieuse aflevering 1 van 1907

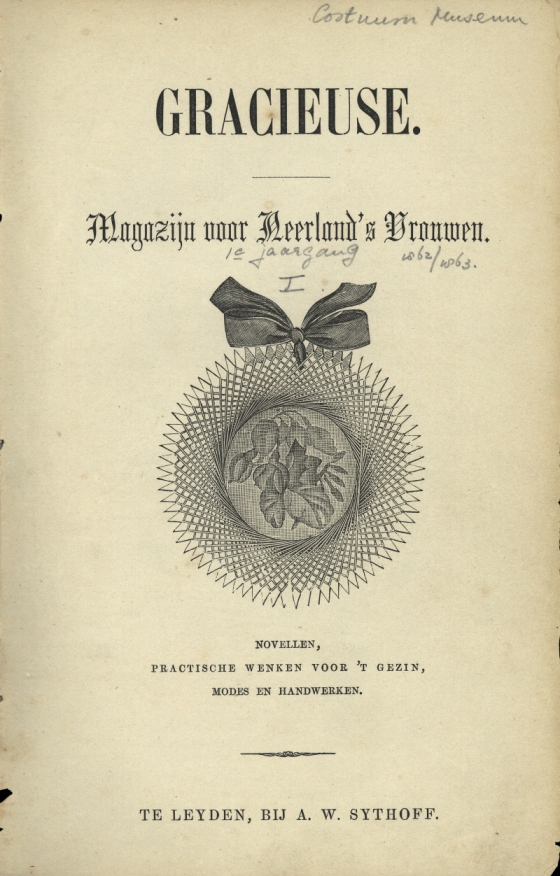
Eerste uitgave uit 1862/1863

Gracieuse of De Gracieuse was een Nederlands mode- en handwerktijdschrift dat verscheen tussen oktober 1862 en 1936. Het blad werd maandelijks uitgegeven door A.W. Sijthoff's Uitgeversmaatschappij in Leiden.
De volledige collectie Gracieuse van in totaal 32.000 pagina’s tekst en zwart-witte afbeeldingen, 963 radeerbladen en 1200 kleurafbeeldingen wordt bewaard in de kostuumcollectie van het Gemeentemuseum Den Haag.

## Tijdschrift voor vrouwen en jonge dames
Toen de eerste uitgave van het blad verscheen in oktober 1862 droeg het als titel Gracieuse. Magazijn voor Neerland's vrouwen Volgens de kaft betrof de inhoud 'Novellen, practische wenken voor 't gezin, modes en handwerken.'.  
Het blad de eerste jaren ook onder de naam Gracieuse - Tijdschrift voor jonge dames. De titel verwees naar een 'gracieuse' levensstijl, met borduren, muziek maken en zingen. 
Het modegedeelte was gericht op de Parijse mode. De modellen droegen japonnen, avondtoiletten, capes, rouwkleding maar ook reis- en sportkleding. Aan mannenmode werd veel minder aandacht besteed. De kindermode werd meestal in een aparte aflevering behandeld. De getoonde voorbeelden van haakwerk, breiwerk en borduurtechnieken waren vooral bedoeld ter versiering van kleding en schoeisel. De redactie van het gedeelte 'handwerk en mode' werd gedaan door de dames Weeveringh, zusters van J.J. Weeveringh, de boekhouder van de Haarlemse uitgever A.C. Kruseman.
Het blad richtte zich anderzijds op buitenlandse letterkunde, bestaande uit informatieve stukken en buitenlandse romanliteratuur. Meerdere keren werd aandacht geschonken aan schrijfsters als de Zweedse Marie Sophie Schwartz (1819-1894) en de Duitse Ottilie Wildermuth (1817-1877), die het dagelijkse gezinsleven beschreven. De redactie van dit geschreven gedeelte was in handen van de Remontrantse Fréderique Jeanne Van Heel (1829-1916).

## Geïllustreerde Aglaja
In 1864 werd Gracieuse samengevoegd met het blad Aglaja. Aglaja, dat sinds 1848 verscheen in een klein formaat, bevatte brei- haak-, knoop- en borduurwerk, een maandelijkse modeplaat en later ook korte boekbeschouwingen en een feuilleton. Het gefuseerde blad richtte zich vanaf 1864 enkel op mode en handwerken. De oude titel Gracieuse werd vanaf 1864 gewijzigd in De Gracieuse - Geïllustreerde Aglaja. De verkoopprijs bedroeg f 3,- per jaargang ofwel 25 cent per aflevering. De Gracieuse werd  een Nederlandse editie van het Duitse blad Der Bazar. 

## Handleiding voor vrouwelijke handwerken
In 1893 publiceerde ''De Gracieuse'' het eerste deel van een losstaande serie handwerkhandleidingen, genaamd ''Handleiding voor vrouwelijke handwerken''. Het eerste deel - 'Onderricht in het breien' - bevatte verschillende breipatronen inclusief tekeningen met uitleg en foto's van de gewenste resultaten. Na de handleiding voor het breien volgden nog uitgaves over onder andere haken (volume 2), knoopwerk (volume 3), weitaschknoopwerk en het frivolitewerk. (volume 4) , kantwerken (volume 11), kantwerkpatronen voor meer gevorderden (volume 12) , kunststrijken (volume 16) en, tapisserie-, holbein-, point-russe-borduurwerk.  